# Вейн-Темпест, Джордж, 5-й маркиз Лондондерри
Джордж Генри Роберт Чарльз Уильям Вейн-Темпест, 5-й маркиз Лондондерри (англ. George Henry Robert Charles William Vane-Tempest, 5th Marquess of Londonderry; 26 апреля 1821 — 6 ноября 1884) — британский аристократ, бизнесмен, дипломат и консервативный политик. Он был известен как виконт Сихэм с 1823 по 1854 год и граф Вейн с 1854 по 1872 год.

## История и образование
Родился 26 апреля 1821 года. Имя при рождении — Джордж Генри Роберт Чарльз Уильям Вейн. Старший сын Чарльза Вейна, 3-го маркиза Лондондерри (1778—1854), от его второй жены Фрэнсис Энн Вейн-Темпест (1800—1865), дочери и наследницы сэра Генри Вейн-Темпеста, 2-го баронета (1771—1813). Племянник 2-го маркиза Лондондерри, более известного как виконт Каслри, и младший сводный брат 4-го маркиза Лондондерри.
Джордж Вейн получил образование в Итоне и колледже Баллиол в Оксфорде. Он стал известен под титулом учтивости — виконт Сихэм с 1823 года, когда его отец получил титул 1-го графа Вейна и 1-го виконта Сихэма, с правом наследования этих титулов для своих сыновей от второго брака.
28 июня 1851 года по королевской лицензии принял фамилию — Джордж Генри Роберт Чарльз Уильям Вейн-Темпест.

## Политическая и дипломатическая карьера
Виконт Сихэм поступил в 1-й лейб-гвардейский полк, получив звание лейтенанта 7 февраля 1845 года, и выйдя в отставку 5 мая 1848 года . В 1847 году он был избран в Палату общин от Северного Дарема, где он занимал место до 1854 года.
В том же 1854 году он сменил своего отца на посту 2-го графа Вейна и вошел в Палату лордов Великобритании. В 1867 году он был направлен с особой миссией в качестве чрезвычайного посланника в Россию к императору Александру II, чтобы наградить императора орденом Подвязки.
Когда его сводный брат Фредерик Стюарт, 4-й маркиз Лондондерри, умер бездетным 25 ноября 1872 года, граф Вейн унаследовал маркизат и фамильные поместья. Два года спустя Джордж Вейн-Темпест, 5-й маркиз, был назначен кавалером Ордена Святого Патрика. В 1880 году он стал лордом-лейтенантом графства Дарем, этот пост он занимал до своей смерти четыре года спустя.
26 марта 1864 года он был назначен подполковником-комендантом 2-го (Seaham) Даремского артиллерийского добровольческого корпуса. Это было подразделение на неполный рабочий день, в основном набранное из угольной шахты его семьи Сихэм, и его младший брат, а позже двое из его сыновей также стали офицерами. в блоке. Маркиз Лондондерри сменил командование в 1876 году его старшим сыном.

## Деловые интересы
Лорд Лондондерри управлял поместьями своего тестя, которые включали некоторые сланцевые карьеры в окрестностях Корриса, Гвинедд, Уэльс. Он был одним из первых организаторов железной дороги Коррис, созданной для перевозки сланца из карьеров на рынки. Он входил в правление Кембрийских железных дорог, в последнее время в качестве председателя. Он владел свинцовыми рудниками в Ване близ Лланидлоеса и был сторонником железной дороги Ван, которая соединяла шахты с магистралью Кембрийских железных дорог в Кэрсусе.

## Семья
3 августа 1846 года лорд Лондондерри женился на Мэри Корнелии Эдвардс (? — 19 сентября 1906), дочери сэра Джона Эдвардса, 1-го баронета (1770—1850). Они поселились в Плас-Макинлет, семейном поместье Эдвардсов, и родили шестерых детей:
- Чарльз Вейн-Темпест-Стюарт, 6-й маркиз Лондондерри (16 июля 1852 — 8 февраля 1915), старший сын и преемник отца
- Лорд Генри Джон Вейн-Темпест (1 июля 1854 — 28 января 1905)
- Лорд Герберт Лайонел Генри Вейн-Темпест[англ.] (6 июля 1862 — 26 января 1921), председатель Кембрийских железных дорог, погиб при столкновении поезда в Абермуле
- Леди Фрэнсис Корнелия Харриет Вейн-Темпест (ок. 1851 — 2 марта 1872),
- Леди Александрина Луиза Мод Вейн-Темпест (8 ноября 1863 — 31 июля 1945)[8], муж с 1889 года Вентворт Каннинг Бомонт, 1-й виконт Аллендэйл (1860—1923), от брака с которым у неё было шестеро детей.
- Леди Аварина Мэри Вейн-Темпест (ок. 1858 — 26 июня 1873).

Лорд Лондондерри умер в ноябре 1884 года в возрасте 63 лет. Ему наследовал его старший сын Чарльз.
Вдовствующая маркиза Лондондерри, какой она стала после смерти мужа, осталась в резиденции в Плас-Махинллет, где она принимала принцессу Александру, принцессу Уэльскую, в 1897 году. Вдовствующая леди Лондондерри умерла в сентябре 1906 года.
6-й маркиз Лондондерри покинул Махинллет, став преемником маркизата, но лорд Герберт Вейн-Темпест остался проживать в Пласе. Он также занимал пост председателя Кембрийских железных дорог, пока не погиб при столкновении поезда в Абермуле. Семья передала Плас горожанам после Второй мировой войны.
Леди Фрэнсис Энн Эмили Вейн (1822—1899), сестра 5-го маркиза, вышла замуж за 7-го герцога Мальборо. Она была матерью лорда Рэндольфа Черчилля и бабушкой Уинстона Черчилля. После смерти лорда Герберта без наследства траст, учрежденный его бабушкой Фрэнсис Энн, перешел к Уинстону Черчиллю, который был его двоюродным братом. Это позволило Черчиллю приобрести Чартвелл.